# Leichtathletik-Weltmeisterschaften 2023/4 × 100 m der Männer

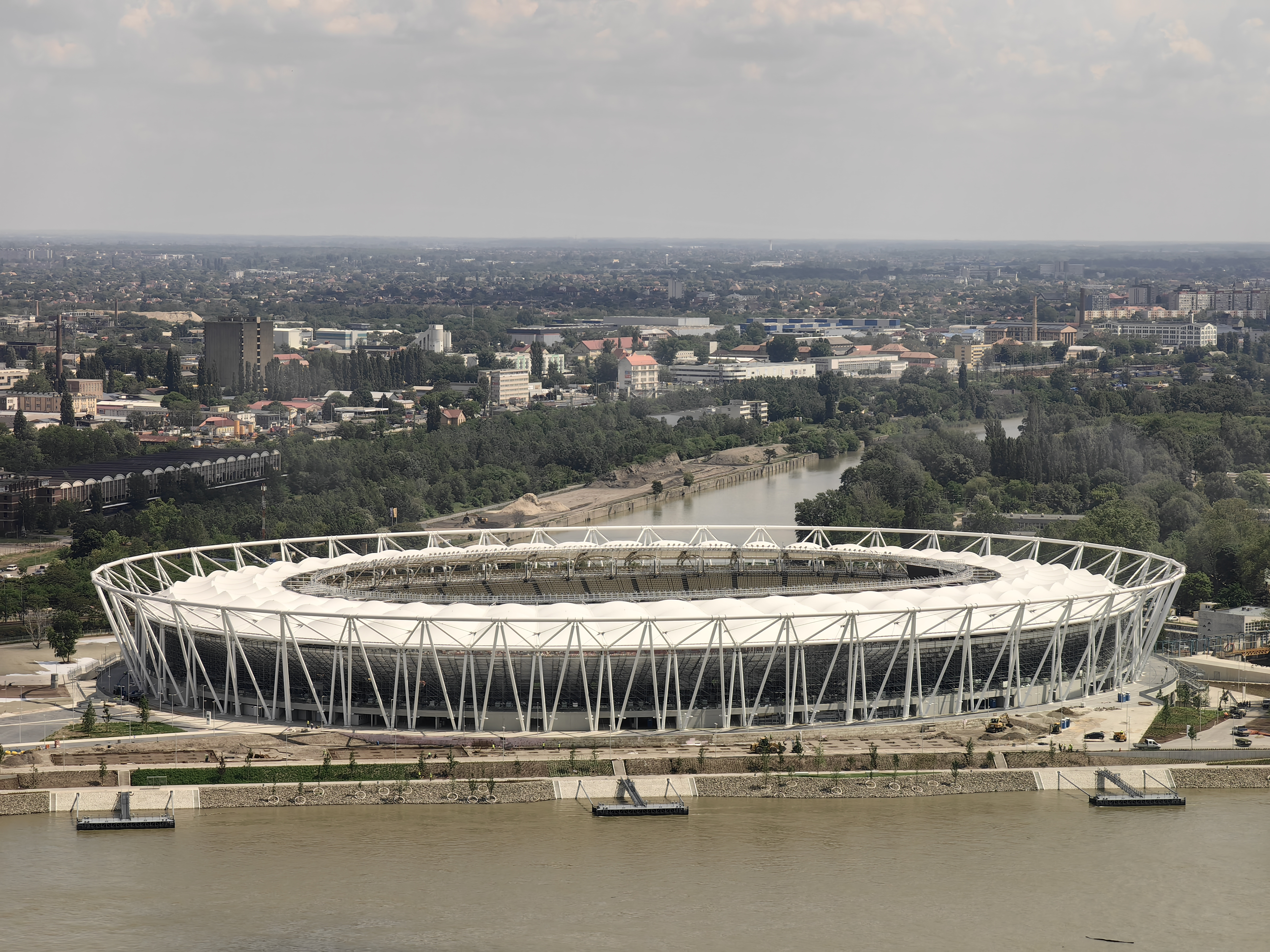
Nemzeti Atlétikai Központ im Mai 2023

Die 4-mal-100-Meter-Staffel der Männer bei den Leichtathletik-Weltmeisterschaften 2023 fand am 25. und 26. August 2023 im Stadion Nemzeti Atlétikai Központ der ungarischen Hauptstadt Budapest statt.
Weltmeister wurden die Vereinigten Staaten in der Besetzung Christian Coleman, Fred Kerley, Brandon Carnes und Noah Lyles sowie dem im Vorlauf außerdem eingesetzten J. T. Smith.

Den zweiten Platz belegte Italien mit Roberto Rigali, Marcell Jacobs, Lorenzo Patta und Filippo Tortu.

Bronze ging an Jamaika (Ackeem Blake, Oblique Seville, Ryiem Forde, Rohan Watson).
Auch der nur im Vorlauf eingesetzte Läufer der US-Staffel erhielt entsprechendes Edelmetall. Rekorde und Bestleistungen standen dagegen nur den tatsächlich laufenden Athleten zu.

## Bestehende Rekorde
| Weltrekord               | Jamaika (Nesta Carter, Michael Frater Yohan Blake, Usain Bolt) | 36,84 s | OS London, Großbritannien | 11. August 2012   |
| Weltmeisterschaftsrekord | Jamaika (Nesta Carter, Michael Frater Yohan Blake, Usain Bolt) | 37,04 s | WM Daegu, Südkorea        | 4. September 2011 |

Der bestehende Championshiprekord (CR) wurde bei diesen Weltmeisterschaften nicht erreicht. Die schnellste Zeit erzielte die Weltmeisterstaffel aus den USA im Finale am 26. August mit 37,38 s, womit sie 34 Hundertstelsekunden über dem Rekord blieb. Zum Weltrekord fehlten dem Team 54 Hundertstelsekunden.
Die bestehende Weltjahresbestleistung wurde dreimal verbessert:
- 37,67 s – USA (Christian Coleman, Fred Kerley, Brandon Carnes, J. T. Smith), erster Vorlauf am 25. August
- 37,65 s – Italien (Roberto Rigali, Marcell Jacobs, Lorenzo Patta, Filippo Tortu), zweiter Vorlauf am 25. August
- 37,38 s – USA (Christian Coleman, Fred Kerley, Brandon Carnes, Noah Lyles), Finale am 26. August

## Legende
Kurze Übersicht zur Bedeutung der Symbolik – so üblicherweise auch in sonstigen Veröffentlichungen verwendet:
- WL: Weltjahresbestleistung
- DSQ: disqualifiziert
- DNF: Wettkampf nicht beendet (did not finish)
- IWR: Internationale Wettkampfregeln
- TR: Technische Regeln

## Vorrunde
6. August 2023
Die Vorrunde wurde in zwei Läufen durchgeführt. Die ersten drei Staffeln pro Lauf – hellblau unterlegt – sowie die darüber hinaus zwei zeitschnellsten Teams – hellgrün unterlegt – qualifizierten sich für das Finale.

### Vorlauf 1
22. August 2023, 18:05 Uhr Ortszeit
| Platz | Staffel             | Besetzung                                                          | Zeit (s) |
| ----- | ------------------- | ------------------------------------------------------------------ | -------- |
| 1     | USA                 | Christian Coleman Fred Kerley Brandon Carnes J. T. Smith (Vorlauf) | 37,67 WL |
| 2     | Jamaika             | Ackeem Blake Oblique Seville Ryiem Forde Rohan Watson              | 37,68000 |
| 3     | Japan               | Ryūichirō Sakai Hiroki Yanagita Yūki Koike Abdul Hakim Sani Brown  | 37,71000 |
| 4     | Frankreich          | Méba-Mickaël Zézé Pablo Matéo Ryan Zézé Mouhamadou Fall            | 37,98000 |
| 5     | Trinidad und Tobago | Omari Lewis Jerod Elcock Revell Webster Devin Augustine            | 38,89000 |
| 6     | Ungarn              | Dominik Illovszky Bence Boros Dániel Szabó Márk Pap                | 39,55000 |
| DNF   | Deutschland         | Kevin Kranz Lucas Ansah-Peprah Joshua Hartmann Yannick Wolf        |          |
| DNF   | Niederlande         | Nsikak Ekpo Taymir Burnet Hensley Paulina Raphael Bouju            |          |

### Vorlauf 2
| Platz | Staffel        | Besetzung                                                                    | Zeit (s) |
| ----- | -------------- | ---------------------------------------------------------------------------- | -------- |
| 1     | Italien        | Roberto Rigali Marcell Jacobs Lorenzo Patta Filippo Tortu                    | 37,65 WL |
| 2     | Südafrika      | Shaun Maswanganyi Benjamin Richardson Clarence Munyai Akani Simbine          | 37,72000 |
| 3     | Großbritannien | Jeremiah Azu Adam Gemili Jona Efoloko (Vorlauf) Eugene Amo-Dadzie            | 38,01000 |
| 4     | Brasilien      | Paulo André Camilo (Vorlauf) Felipe Bardi Erik Cardoso Rodrigo do Nascimento | 38,19000 |
| 5     | Nigeria        | Favour Ashe Usheoritse Itsekiri Alaba Akintola Seye Ogunlewe                 | 38,20000 |
| 6     | Kanada         | Aaron Brown Jerome Blake Brendon Rodney Bolade Ajomale                       | 38,25000 |
| 7     | Schweiz        | Pascal Mancini Bradley Lestrade Felix Svensson Enrico Güntert                | 38,65000 |
| DNF   | Polen          | Adam Burda Mateusz Siuda Łukasz Żok Dominik Kopeć                            |          |

## Finale

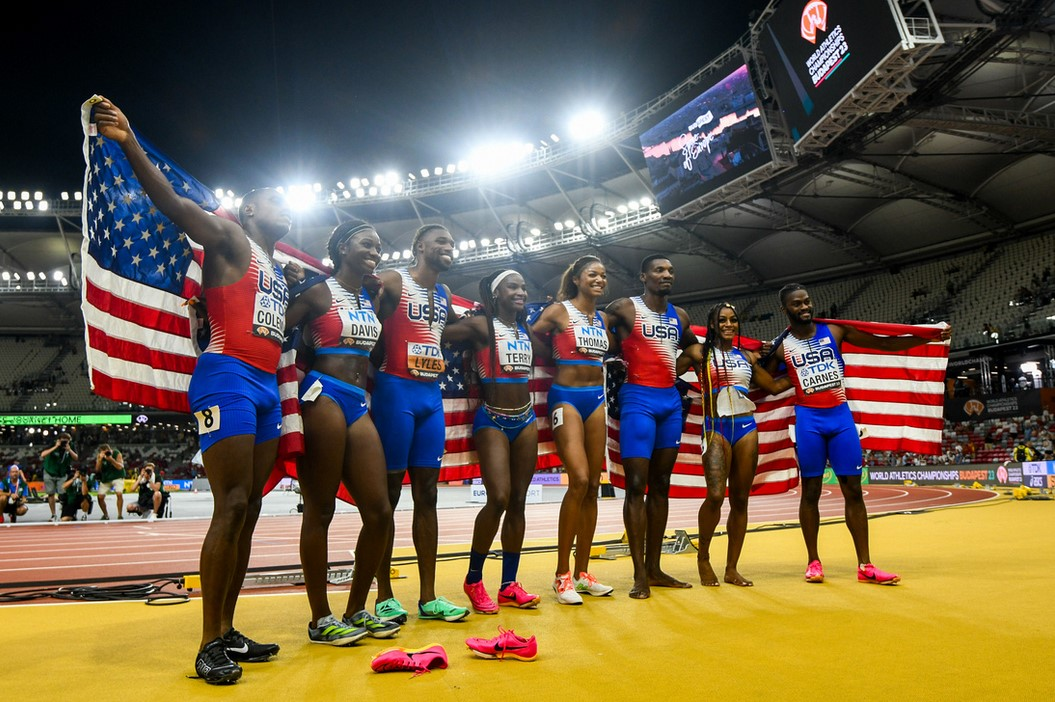
Beide US-Sprintstaffeln durften sich am selben Tag als Weltmeister präsentieren (v. l. n. r.):
Christian Coleman, Tamari Davis, Noah Lyles, Twanisha Terry, Gabrielle Thomas, Fred Kerley, Sha'Carri Richardson, Brandon Carnes

23. August 2023, 19:50 Uhr Ortszeit
| Platz | Staffel        | Besetzung | Zeit (s)                                    |
| ----- | -------------- | --- | ------------------------------------------- |
| 1     | USA            | Christian Coleman Fred Kerley Brandon Carnes Noah Lyles (Finale) im Vorlauf außerdem: J. T. Smith            | 37,38 WL                                    |
| 2     | Italien        | Roberto Rigali Marcell Jacobs Lorenzo Patta Filippo Tortu                                                    | 37,62000                                    |
| 3     | Jamaika        | Ackeem Blake Oblique Seville Ryiem Forde Rohan Watson                                                        | 37,76000                                    |
| 4     | Großbritannien | Jeremiah Azu Zharnel Hughes (Finale) Adam Gemili Eugene Amo-Dadzie im Vorlauf außerdem: Jona Efoloko         | 37,80000                                    |
| 5     | Japan          | Ryūichirō Sakai Hiroki Yanagita Yūki Koike Abdul Hakim Sani Brown                                            | 37,83000                                    |
| 6     | Frankreich     | Méba-Mickaël Zézé Pablo Matéo Ryan Zézé Mouhamadou Fall                                                      | 38,06000                                    |
| DNF   | Südafrika      | Shaun Maswanganyi Benjamin Richardson Clarence Munyai Akani Simbine                                          | 000                                         |
| DSQ   | Brasilien      | Rodrigo do Nascimento Jorge Vides (Finale) Erik Cardoso Felipe Bardi im Vorlauf außerdem: Paulo André Camilo | IWR 170, TR24.7 Wechselraum- überschreitung |

## Videolink
- 4x100m Men Final World Athletics Championships Budapest 2023, youtube.com, abgerufen am 8. September 2023